# 纳瓦柳
纳瓦柳是葡萄牙布拉干萨区的一个堂区。总面积8.56平方公里，总人口130人，人口密度15.2人/平方公里。